# Лужки (Новосильский район)
Лужки́ — деревня в составе Прудовского сельского поселения
Новосильского района Орловской области России. До 1965 года входила в состав Залегощенского района.

## География
Расположена на правом берегу в излучине реки Зуши в 5 км к северо-востоку от Новосиля.

## Описание
Деревня Лужки появилась в послереволюционное советское время, в которой был образован колхоз «Красное Заречье». Основными переселенцами были жители деревни Соколье. Поселение находится в окружении многочисленных памятников археологии (Ранний железный век, XIV—XVI вв.) местного значения — урочища (селища): Фитюхина Гора, Стратинский Вершок (Кирпичный Завод-3), Кирпичный Завод-2, о чём свидетельствуют многочисленные археологические признаки. В настоящее время (2017) здесь живут переселенцы из Узбекистана — корейцы, которые занимаются овощеводством и бахчеводством с последующей реализацией этой продукции.

## Население
| Годы      | 2000 | 2010 |
| --------- | ---- | ---- |
| Население | 46   | 15   |